# Zilveroogboszanger
De zilveroogboszanger (Phylloscopus  intermedius) is een zangvogel uit de familie Phylloscopidae.

## Verspreiding en leefgebied
Deze soort telt twee ondersoorten:
- P. i. zosterops	: van de oostelijk Himalaya tot zuidelijk China en noordelijk Laos en midden-Vietnam.
- P. i. intermedius: midden- en zuidoostelijk China.
- P. i. ocularis: zuidelijk Vietnam.